# إيغور ميخايلوفيتش
إيغور ميخايلوفيتش دانشين (بالروسية: Игорь Михайлович Даньшин؛ 5 يونيو 1905 – 28 أغسطس 1961) كان لواء مدفعية في الجيش الأحمر السوفيتي خلال الحرب العالمية الثانية. عُرف بدوره في قيادة الفرقة الثانية والعشرين للمدفعية المضادة للطائرات، حيث شارك في الدفاع الجوي ضد القوات الألمانية في الجبهات السوفيتية.

## الحياة المبكرة
وُلد دانشين في 5 يونيو 1905 في الإمبراطورية الروسية. التحق بالخدمة العسكرية في صفوف الجيش الأحمر في فترة ما قبل الحرب العالمية الثانية، وتخصص في سلاح المدفعية، خصوصًا المدفعية المضادة للطائرات.

## الخدمة العسكرية
مع اندلاع الحرب الوطنية العظمى، تولى دانشين قيادة وحدات دفاع جوي ميدانية. وفي وقت لاحق، أصبح قائد الفرقة 22 للمدفعية المضادة للطائرات، التي لعبت دورًا بارزًا في حماية القوات السوفيتية من الهجمات الجوية الألمانية على الجبهة.
شارك في عدة عمليات كبرى، بما في ذلك عمليات الدفاع والهجوم المضاد على الجبهة الشرقية. كانت فرقته مسؤولة عن حماية مناطق استراتيجية وخطوط الإمداد الحيوية من القصف الجوي.

## ما بعد الحرب
بعد انتهاء الحرب، واصل دانشين خدمته في الجيش السوفيتي، وشارك في تدريب الضباط الجدد في مجال الدفاع الجوي. تقاعد من الخدمة العسكرية قبل وفاته في 28 أغسطس 1961.